# Madvillain

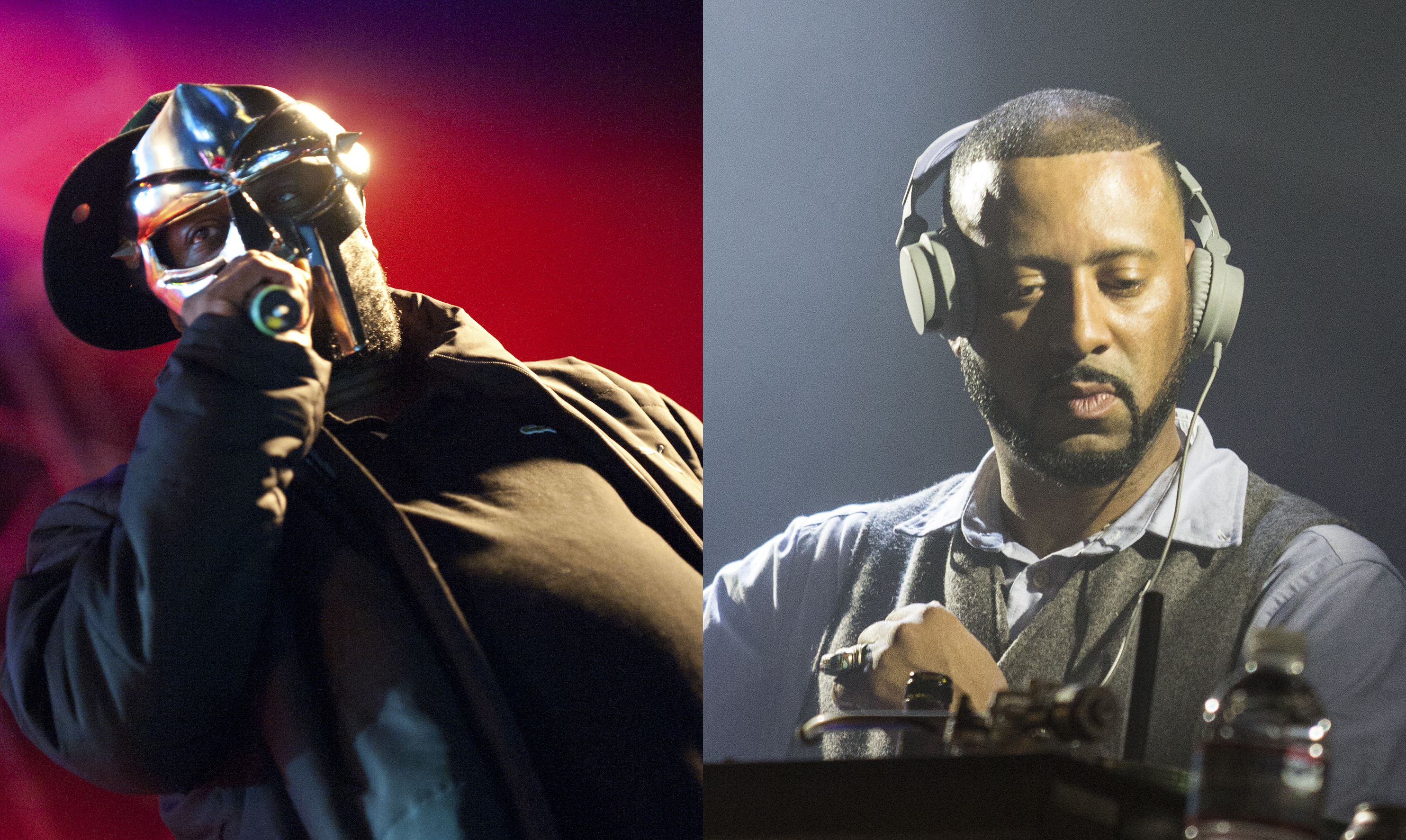
MF Doom und Madlib

Madvillain war ein US-amerikanisches Hip-Hop-Duo, das sich 2002 zusammenschloss und aus dem Rapper MF Doom und dem Produzenten Madlib bestand. Ihr einziges Album, Madvillainy, erhielt viel Kritikerlob und eine treue Fangemeinde. Es wird weithin als eines der besten Rap-Alben aller Zeiten angesehen und gilt als wegweisendes Werk für alternativen Hip-Hop. Ihre komplexen Reime und Texte, kurzen Songstrukturen und Verwendung obskurer, stilistisch vielfältiger Samples führten zu einem Sound, der im Allgemeinen nicht radiotauglich war, aber für seinen Einfluss auf den Underground-Rap gefeiert wurde. Ein Nachfolgealbum zu „Madvillainy“ wurde seit den späten 2000er Jahren mehrmals gemunkelt, aber seit 2010 sind keine weiteren Originalmaterialien des Duos aufgetaucht. Der Tod von MF Doom im Jahr 2020 hat die Zukunft des Projekts ungewiss gemacht.

## Geschichte
2006 war Madvillain auf dem DVD-/CD-Set „Chrome Children“ von Stones Throw Records und Adult Swim mit einem neuen Song und einer Live-Performance vertreten. Kidrobot kündigte daraufhin eine Madvillain-Actionfigur an.
Stones Throw, das Musiklabel von Madvillain, kündigte 2009 an, dass MF Doom und Madlib derzeit an einem zweiten Madvillain-Album arbeiten.
Am 26. Mai 2010 veröffentlichte Madvillain den Song Papermill über die Website von Adult Swim. Am 3. Januar 2011 veröffentlichten sie die Songs „Avalanche“ und ein Remix des Doomstarks-Songs „Victory Laps“ über das Mixtape von Stones Throw.
Ende 2011 gab MF Doom während eines Interviews bei der Red Bull Music Academy in Madrid zu, dass das zweite Madvillain-Album bereits seit etwa zwei Jahren fast fertig sei und dass es „bald“, wahrscheinlich nachdem MF Doom seinen Teil dazu beendet habe, im „Januar“ 2012 veröffentlicht werde.
Am 6. September 2012 moderierte MF Doom die spätabendliche Radioshow von Benji B auf BBC Radio 1. Neben Gesprächen über die Entstehung von Madvillain und die Zusammenarbeit mit Madlib kündigte er während der Show an, dass er nur noch ein paar Tracks für das neue Madvillain-Album bearbeiten müsse und dass es Ende 2012 erscheinen solle, je nachdem, wann Stones Throw sich für die Veröffentlichung entscheide.
Am 9. Januar 2014 erklärte Madlib in einem Interview mit Dazed & Confused, dass es an MF Doom liege, ob er das zweite Madvillain-Album fertigstellen wolle oder nicht. „Es sei noch nicht fertig, da es eine Fortsetzung des letzten Albums sein müsse. Es müsse nicht besser oder schlechter sein, sondern einfach eine Fortsetzung.“
MF Doom starb am 31. Oktober 2020, und die Zukunft des Projekts ist ungewiss. Sein Tod wurde erst zwei Monate später, am 31. Dezember, öffentlich bekannt gegeben.

## Diskografie

### Alben
- 2004: Madvillainy (Stones Throw)

### Episoden
- 2005: Madvillain remixes (von Four Tet)
- 2005: Madvillain remixes (von Koushik)

### Remixalben
- 2008: Madvillainy 2 (Stones Throw)

### Instrumentalalben
- 2004: Madvillainy Instrumentals (Stones Throw)

### Demoalben
- 2004: Madvillainy Demo Tape (Stones Throw)

### Singles
- 2003: Money Folder
- 2004: All Caps (UK: Silber)
- 2004: One Beer
- 2008: One Beer (Drunk Version) (Teil der Madvillainy 2: The Box)
- 2010: Papermill

## Auszeichnungen für Musikverkäufe
Anmerkung: Auszeichnungen in Ländern aus den Charttabellen bzw. Chartboxen sind in ebendiesen zu finden.
| Land/RegionAuszeichnungen für Musikverkäufe (Land/Region, Auszeichnungen, Verkäufe, Quellen) | Silber  | Gold     | Platin | Verkäufe | Quellen   |
| -------------------------------------------------------------------------------------------- | ------- | -------- | ------ | -------- | --------- |
| Vereinigte Staaten (RIAA)                                                                    | —       | Gold1    | —      | 500.000  | riaa.com  |
| Vereinigtes Königreich (BPI)                                                                 | Silber1 | Gold1    | —      | 300.000  | bpi.co.uk |
| Insgesamt                                                                                    | Silber1 | 2× Gold2 | —      |          |           |